# Trhák (zub)

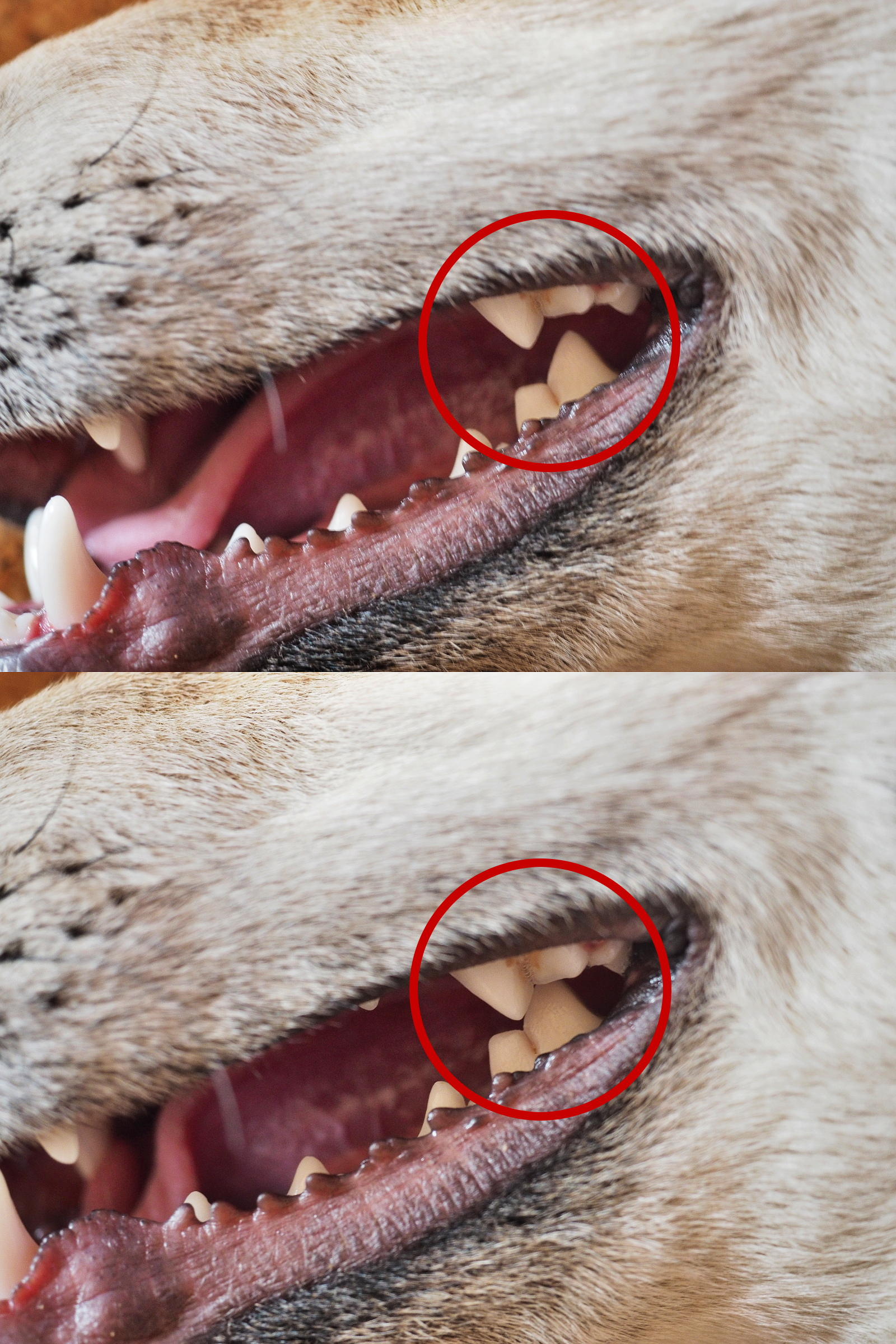
Trháky u psa

Trháky představují specializovaný pár zubů objevující se u masožravých savců. Trháky jsou odvozeny z premolárů a molárů, přičemž svým nositelům umožňují – díky ostrým střižným okrajům – odřezávat kusy masa.
Rozvoj trháků je typický především pro řád šelem (Carnivora), přičemž se objevují rovněž u přímých předků moderních šelem z parafyletické čeledi Miacidae. V případě šelem se trháky odvozují z prvního moláru dolní čelisti a posledního premoláru horní čelisti. Trháky se objevily rovněž u vyhynulé skupiny masožravých savců Creodonta (která je nejspíše sesterskou skupinou vůči Carnivoramorpha), kde jsou však odvozeny výhradně ze stoliček, nikdy ne z premolárů. U některých živočišných skupin nepříbuzných šelmám se trháky vyvinuly konvergentně, jako se tomu stalo u pleistocenního vačnatce rodu Thylacoleo, jenž pravděpodobně vynikal největšími trháky mezi všemi masožravými savci.
Rozvoj a morfologie trháků závisí na ekologii dané šelmy. Nejvyvinutější trháky mívají čistě masožravé druhy šelem, ale u více všežravých druhů šelem jsou trháky více adaptovány i k drcení potravy, nejen ke krájení masa. Například u hyenky hřivnaté (Proteles cristata), jež se živí hmyzožravě, trháky chybí zcela. Trháky ztratili rovněž všichni ploutvonožci.